# برو به شمال
برو به شمال (انگلیسی: Go North) یک فیلم است که در سال ۲۰۱۷ منتشر شد. از بازیگران آن می‌توان به جیکوب لافلند اشاره کرد.

## خلاصه فیلم
پس از رخ دادن حوادثی مصیبت‌بار، گروهی از نوجوانان به امید پیدا کردن خانواده و سرپناه راهی منطقه‌ای ناشناخته می‌شوند و...